# Oresama
Pour plus de détails, voir Fiche technique et Distribution.
Oresama (おれさま) est un film japonais sorti en 2004. Oresama signifie moi ou moi-même, avec une forte nuance de respect. Son acteur principal est Miyavi, qui joue son propre rôle. Cela peut être aussi perçu comme de la prétention car de coutume on ne se donne pas de titre honorifique soi-même, mais au vu du film, cela ne semble ne pas être le cas.

## Synopsis
Miyavi, un chanteur populaire au Japon, remonte le temps par hasard et retrouve celui qu'il était quelques années auparavant.

## Fiche technique
- Titre : Oresama
- Réalisation : Marumo
- Musique : Miyavi, Endou Kouji
- Pays : Japon
- Langue : japonais
- Durée : 66 minutes
- Date de sortie : 2004

## Distribution
- Miyavi
- Takano Hassei
- Kubata Shouta
- Hamasama Akane
- Ogushi Erika
- Matsushima Ryouta